# Denilson Ovando
Denilson Josué Ovando Ramírez (n. Quinindé, Esmeraldas, Ecuador; 23 de septiembre de 2001) es un futbolista ecuatoriano. Juega de delantero y su equipo actual es Gualaceo Sporting Club de la Serie B de Ecuador. 

## Trayectoria
Se inició como futbolista en el Olmedo en 2014, donde participó en varios partidos de su equipo, en el Campeonato Ecuatoriano Juvenil. Luego pasó al cuadro de Independiente del Valle, con el cual disputó el mismo torneo y no fue inscrito para disputar la Copa Sudamericana 2019 (torneo en que su equipo se coronó campeón) y a finales de ese mismo año, fue traspasado al Club Deportivo Huachipato de la Primera División de Chile. Precisamente en el equipo chileno, hizo su primer partido profesional y jugó solamente 45 minutos, en el triunfo del equipo acerero sobre la Universidad de Chile.

## Selección nacional
Fue seleccionado ecuatoriano sub-17, con el cual participó en el Campeonato Sudamericano de la Categoría, que se disputó en Chile y a pesar de que su seleccionado, terminó en el último lugar del Hexagonal final del torneo, jugó 6 partidos de su selección en el torneo, no convirtió goles y sufrió una expulsión. Además, es hermano del también futbolista ecuatoriano Didier Ovando.

### Participaciones en sudamericanos
| Campeonato                  | Sede  | Resultado   | Partidos | Goles |
| --------------------------- | ----- | ----------- | -------- | ----- |
| Sudamericano Sub-17 de 2017 | Chile | Sexto lugar | 5        | 0     |

## Clubes
Actualizado al último partido disputado el 30 de octubre de 2024.
| Club                    | País          | Año           | Partidos | Goles |
| ----------------------- | ------------- | ------------- | -------- | ----- |
| Olmedo                  | Ecuador       | 2014-2015     | 0        | 0     |
| Independiente del Valle | Ecuador       | 2015-2019     | 0        | 0     |
| Huachipato              | Chile         | 2020-2021     | 22       | 0     |
| Caracas F. C.           | Venezuela     | 2022          | 13       | 0     |
| Gualaceo S. C.          | Ecuador       | 2023-act.     | 37       | 1     |
| Total carrera           | Total carrera | Total carrera | 72       | 1     |